# Санта-Сілія
Санта-Сілія (ісп. Santa Cilia, араг. Santa Zilia) — муніципалітет в Іспанії, у складі автономної спільноти Арагон, у провінції Уеска. Населення — 207 осіб (2009).
Муніципалітет розташований на відстані близько 340 км на північний схід від Мадрида, 55 км на північний захід від Уески.
На території муніципалітету розташовані такі населені пункти: (дані про населення за 2009 рік)
- Санта-Сілія: 191 особа
- Соманес: 18 осіб

## Демографія
Динаміка населення (INE ):